# U Dobřenských
Ulice U Dobřenských na Starém Městě v Praze spojuje ulice Betlémská a Náprstkova. Nazvána je podle rodiny Dobřenských, Jakub Jan Václav Dobřenský z Černého Mostu (1623-1697), český lékař, profesor a rektor Univerzity Karlovy, vlastnil dům na čísle 5 na rohu s Náprstkovou ulicí. Na čísle 3 je známý Pivovar U Dobřenských, specializující se na piva ochucená léčivými rostlinami.

## Historie a názvy
Ulice vznikla koncem 19. století po výstavbě Náprstkova muzea asijských, afrických a amerických kultur, nazvána podle vážené rodiny Dobřenských byla oficiálně v roce 1901.

## Budovy, firmy a instituce
- Dům U Dobřenských - U Dobřenských 267/1
- Náprstkovo muzeum asijských, afrických a amerických kultur - U Dobřenských 2, Betlémské náměstí 1[4]
- Pivovar U Dobřenských - U Dobřenských 3[5]
- Dům U Slámů - U Dobřenských , Náprstkova 7[6]
- grafické studio Hot Ice - U Dobřenských 5[7]